# Мосьє Кляйн
«Мосьє Кляйн» (фр. Monsieur Klein) — кінофільм режисера Джозефа Лоузі 1976 року з Аленом Делоном у головній ролі. Світова прем'єра фільму відбулася у травня 1976 році на 29-му Каннському кінофестивалі, де він брав участь в основній конкурсній програмі. У 1977 році стрічка отримала 3 нагороди премії «Сезар» — за найкращий фільм, найкращу режисуру, найкращі декорації та була номінована ще у 4-х категоріях .

## Сюжет
Париж, 1942 рік. Робер Кляйн, ельзасець за походженням, католик по вихованню, не бачить проблем у тому, що німці окуповують Францію. У нього є хороша квартира, коханка і зростаючий бізнес. Євреї, піддані дискримінаціі законами, прийнятими французьким урядом, розпродають цінні витвори мистецтва — і Кляйну легко домовитися з ними про вигідну ціну. Але все його життя різко змінюється, коли він отримує поштою газету, призначену для євреїв, і дізнається, що у нього є двійник, інший Робер Кляйн — єврей з дуже загадковою поведінкою. Дуже скоро така омонімія привертає пильну (і загрозливу) увагу поліції до солідного торговця мистецтвом.

## В ролях
| Актор(ка)        |   | Роль                 |
| ---------------- | - | -------------------- |
| Ален Делон       | … | Робер Кляйн          |
| Жанна Моро       | … | Флоранс              |
| Франсін Берже    | … | Николя               |
| Жульєт Берто     | … | Жанін                |
| Луї Сеньє        | … | батько Робера Кляйна |
| Жан Буіз         | … | продавець            |
| Сюзанн Флон      | … | консьєржка           |
| Массімо Джіротті | … | Шарлі                |
| Мішель Лонсдаль  | … | П'єр                 |
| Мішель Омон      | … | працівник префектури |
| Ролан Бертен     | … | завідувач газетою    |
| Жан Шампьон      | … | охоронець моргу      |
| Етьєн Шико       | … | поліцейський         |
| Маґалі Клеман    | … | Лола                 |
| Жерар Жуньо      | … | фотограф             |
| Ерміна Карагез   | … | молодий працівник    |
| Дані Коґан       | … | Мішель               |

## Визнання
| Нагороди та номінації фільму Мосьє Кляйн | Нагороди та номінації фільму Мосьє Кляйн | Нагороди та номінації фільму Мосьє Кляйн | Нагороди та номінації фільму Мосьє Кляйн | Нагороди та номінації фільму Мосьє Кляйн | Нагороди та номінації фільму Мосьє Кляйн |
| Рік                                      | Нагорода                                 | Категорія                                | Номінант                                 | Результат                                |                                          |
| ---------------------------------------- | ---------------------------------------- | ---------------------------------------- | ---------------------------------------- | ---------------------------------------- | ---------------------------------------- |
| 1976                                     | Каннський кінофестиваль                  | Золота пальмова гілка                    | Джозеф Лоузі                             | Номінація                                |                                          |
| 1977                                     | Премія «Сезар»                           | Найкращий фільм                          | Мосьє Кляйн                              | Перемога                                 |                                          |
| 1977                                     | Премія «Сезар»                           | Найкраща режисерська робота              | Джозеф Лоузі                             | Перемога                                 |                                          |
| 1977                                     | Премія «Сезар»                           | Найкращий актор                          | Ален Делон                               | Номінація                                |                                          |
| 1977                                     | Премія «Сезар»                           | Найкраща операторська робота             | Джеррі Фішер                             | Номінація                                |                                          |
| 1977                                     | Премія «Сезар»                           | Найкращі декорації                       | Александр Траунер                        | Перемога                                 |                                          |
| 1977                                     | Премія «Сезар»                           | Найкращий монтаж                         | Анрі Ланое                               | Номінація                                |                                          |
| 1977                                     | Премія «Сезар»                           | Найкращий звук                           | Жан Лабюсьє                              | Номінація                                |                                          |